# 라디앙
라디앙(프랑스어: Radiant; 일본어: ラディアン)는 토니 바렌트가 원작한 프랑스의 만화. 본작에서는 2013년부터 단행본이 발매되었고, 일본에서는 2015년부터 국역판이 발간되었다.
TV 애니메이션은 2018년 10월 6일부터 NHK 교육 텔레비전에서 방영 중이다. 대한민국에서는 대원방송에서 자막으로 먼저 방영했으며, 한국어 더빙판은 애니박스에서 2019년 4월 20일부터 6월 1일까지 매주 토요일 밤 10시에 방영했다.

## 한국판 목소리 출연
- 김기현: 내레이션, 콘라드
- 김혜성: 세스
- 손정아: 알마
- 유해무: 돈보스맨
- 이정구: 토크
- 정의한: 산토리, 가비스, 데빌, 타지 아빠, 오슈마레
- 손선영: 토미, 타지 엄마, 하멜린
- 김진홍: 지지, 피오돈, 에드문드
- 원에스더: 어린 세스, 마제스티, 핑크, 프세
- 신용우: 드라구노프
- 김보나: 멜리
- 이승행: 닥
- 김환진: 야가
- 장호비: 그림
- 비주언(구 정현): 보브리
- 장서화: 에이, 테페스, 블루
- 최현수: 비, 멜바파파, 부장
- 김윤채: 울미나, 그레타
- 김예림: 리셀로테, 미스멜바, 타지, 한스

## 한국어판 방영 목록
| 회차 | 제목                              | 방송 일자       |
| ---- | --------------------------------- | --------------- |
| 1화  | 마법사 소년-세스-                 | 2019년 4월 20일 |
| 2화  | 진정한 용기-용기-                 | 2019년 4월 20일 |
| 3화  | 여행을 떠나는 날-알마-            | 2019년 4월 20일 |
| 4화  | 하늘에서의 만남-조우-             | 2019년 4월 27일 |
| 5화  | 예지와 희망의 낙원-아르테미스-    | 2019년 4월 27일 |
| 6화  | 우정의 물방울-멜리-               | 2019년 4월 27일 |
| 7화  | 지하수도에 숨은 것-몬스터-        | 2019년 5월 4일  |
| 8화  | 힘의 증명-전진-                   | 2019년 5월 4일  |
| 9화  | 이단을 사냥하는 자들-종교 재판-   | 2019년 5월 4일  |
| 10화 | 추억의 빗자루-추억-               | 2019년 5월 11일 |
| 11화 | 굉음과 소음의 도시-럼블타운-      | 2019년 5월 11일 |
| 12화 | 도시의 깃든 어둠-암흑-            | 2019년 5월 11일 |
| 13화 | 폭동의 서곡-폭풍-                 | 2019년 5월 18일 |
| 14화 | 붕괴의 종소리-참사-               | 2019년 5월 18일 |
| 15화 | 그의 주먹은 유성처럼-파열-        | 2019년 5월 18일 |
| 16화 | 폭풍을 뚫고 날아올라라-상승-      | 2019년 5월 25일 |
| 17화 | 지금 바람 소리를 멈춰줘-세레나데- | 2019년 5월 25일 |
| 18화 | 어둠 뒤의 빛-자각-                | 2019년 5월 25일 |
| 19화 | 네가 바꾼 세계-안도-              | 2019년 6월 1일  |
| 20화 | 징조-사인-                        | 2019년 6월 1일  |
| 21화 | 미래를 찾아서-유토피아-           | 2019년 6월 1일  |